# Керрингтон (лунный кратер)
Кратер Керрингтон (лат. Carrington) — крупный ударный кратер в северо-восточной части видимой стороны Луны. Название присвоено в честь английского астронома Ричарда Кристофера Кэррингтона (1826—1875)  и утверждено Международным астрономическим союзом в 1935 г. 

## Описание кратера
Ближайшими соседями кратера являются кратер Шевалье на западе; кратер Меркурий на северо-востоке; кратер Зенон на востоке; кратер Шумахер на юго-востоке и кратеры Шакборо и Гук на западе-юго-западе. На северо-западе от кратера Керрингтон находится Озеро Вечности, на востоке Озеро Надежды. Селенографические координаты центра кратера 43°58′ с. ш. 62°02′ в. д. / 43,97° с. ш. 62,04° в. д., диаметр 27,8 км, глубина 2,7 км.
Кратер Керрингтон имеет полигональную форму и незначительно разрушен. Вал кратера несколько сглажен, внешний склон вала значительно шире в северной части. Высота вала над окружающей местностью около 920 м, объем кратера составляет приблизительно 600 км3. Дно чаши относительно ровное, без приметных структур, испещрено множеством мелких кратеров.

## Сателлитные кратеры
Отсутствуют.

## См.также
- Список кратеров на Луне
- Лунный кратер
- Морфологический каталог кратеров Луны
- Планетная номенклатура
- Селенография
- Минералогия Луны
- Геология Луны
- Поздняя тяжёлая бомбардировка